# Tropaeolum looseri
Tropaeolum looseri är en krasseväxtart som beskrevs av Benkt U. Sparre. Tropaeolum looseri ingår i släktet krassar, och familjen krasseväxter. Inga underarter finns listade i Catalogue of Life.